# Objectif Atlantide
Objectif Atlantide est une association qui organise des événements aventures, jeu et sensibilisation à l'environnement sous-marin et terrestre, souvent de type « chasse au trésor » dans le monde de la plongée sous-marine, en Mer Méditerranée et dans plusieurs pays du monde.

## Historique
L'association a été créée en 1989 par Daniel Meouchy, son siège est à Marseille. Le nom choisi est une référence directe à l'ile engloutie de l'Atlantide.
Objectif Atlantide est patronné par la FFESSM. Concernant 2 des événements, le Rando Subaquatique Tour et le challenge photo nature Fun Explorers, Objectif Atlantide a reçu le Haut patronage des ministres successifs de l'écologie depuis 2007.

## Évènements organisés

### La chasse au trésor Internationale et l'enquête naturaliste Objectif Atlantide

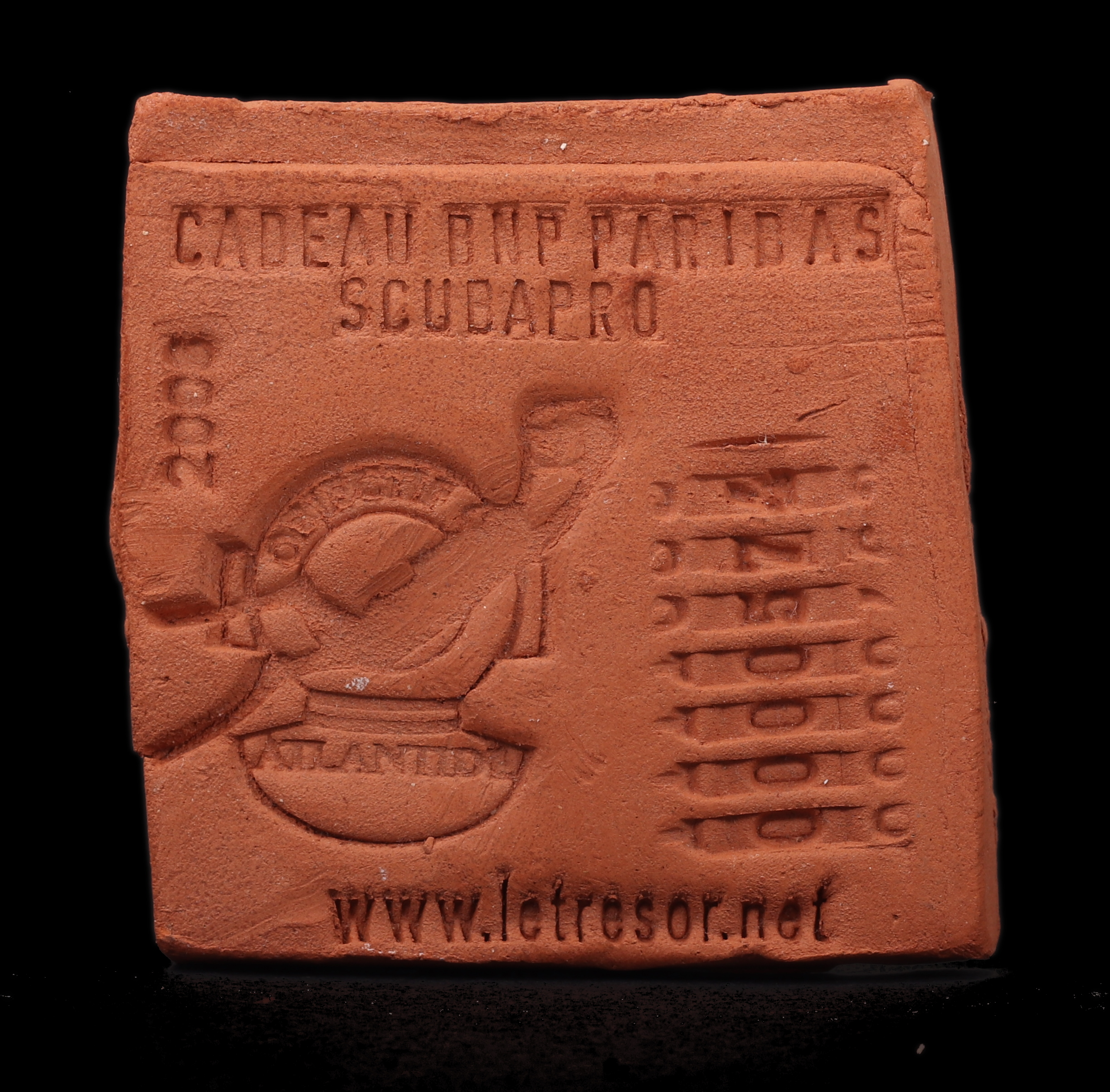
Jeton de plongée Objectif Atlantide

Créé en 1989, cette compétition internationale de 4 jours regroupe des équipes de 3 personnes (dont au moins 2 plongeurs) qui doivent trouver le trésor à l'aide d'indices et d'un scénario digne des aventures d'Indiana Jones.
En parallèle des grands nettoyages des fonds sous marins et des plages ou d'autres actions en lien avec la protection de la mer sont organisés dans les pays visités. Une attention particulière est aussi portée sur les liens entre les plongeurs et les pilotes des bateaux des pays traversés. Ceux-ci deviennent les complices des participants car chaque équipe à son propre bateau pour vivre son aventure.
Une nouvelle version a vu le jour en 2018 avec le lancement de l'enquête naturaliste sous-marine. Cette édition réunie une vingtaine de participants et se déroule tous les ans dans une région différente des Philippines. 
Une semaine de compétition ludique et naturaliste : émotion, découverte, dérision, aventure, prises de tête, fous-rires, …hors des sentiers battus pour les plongeurs sous-marins !
On sait depuis longtemps qu’on peut craindre le pire de l’imagination débridée des concepteurs des chasses au trésor Objectif Atlantide. Et bien ça y est, ils se sont lâchés !
Outre l’esprit d’équipe, le goût de la compétition et un humour inoxydable, les participants doivent démontrer leurs capacités à percevoir, observer, deviner, remarquer, discerner, reluquer, découvrir, distinguer, reconnaître…enquêtes et mystère au programme !
Les équipes participantes sont composées de 2 plongeurs.
Historique des lieux d'organisation :
- 1990 : Îles de Lérins, Cannes, France
- 1991 : Archipel du Frioul, Marseille, France
- 1992 : Porquerolles, Hyères, France
- 1993 : Cala Montjoi, Rosas, Espagne
- 1994 : Îles Perhentian, Terengganu, Malaisie
- 1995 : Île de la Jeunesse, Cuba
- 1996 : Îles de Racha Yai et Racha Noi, Thaïlande
- 1999 : Ibiza, Baléares, Espagne
- 2001 : Portsmouth, Ile de La Dominique
- 2004 : Nha Trang, Ile de la Baleine, Viêt Nam
- 2006 : Rodrigues, Île Maurice
- 2008 : Marsa Nakari, Égypte
- 2010 : Île Moucha, Djibouti
- 2018 : île de Cabilao, Bohol, Philippines
- 2019 : île de Puerto Galera , Philippines
- 2020 2021 : île de Leyte, Puerto Galera, Philippines (report de l'édition 2020 à cause du Covid-19)

### Objectif Atlantide Jeunes
Créé en 2000, il s'agit d'un challenge naturaliste sous-marin, réservé aux jeunes de 13 à 20 ans, qui se déroule à l’École de plongée de la Marine nationale à Saint-Mandrier. Il s'agit aussi d'un programme d'éducation environnement développé par l'association et proposé aux collégiens et lycéens. Plus d'un millier de jeunes suivent ce programme tous les ans, suivi d'un baptême de randonnée subaquatique. Objectif Atlantide Jeunes est une association agréée par l'Education Nationale.

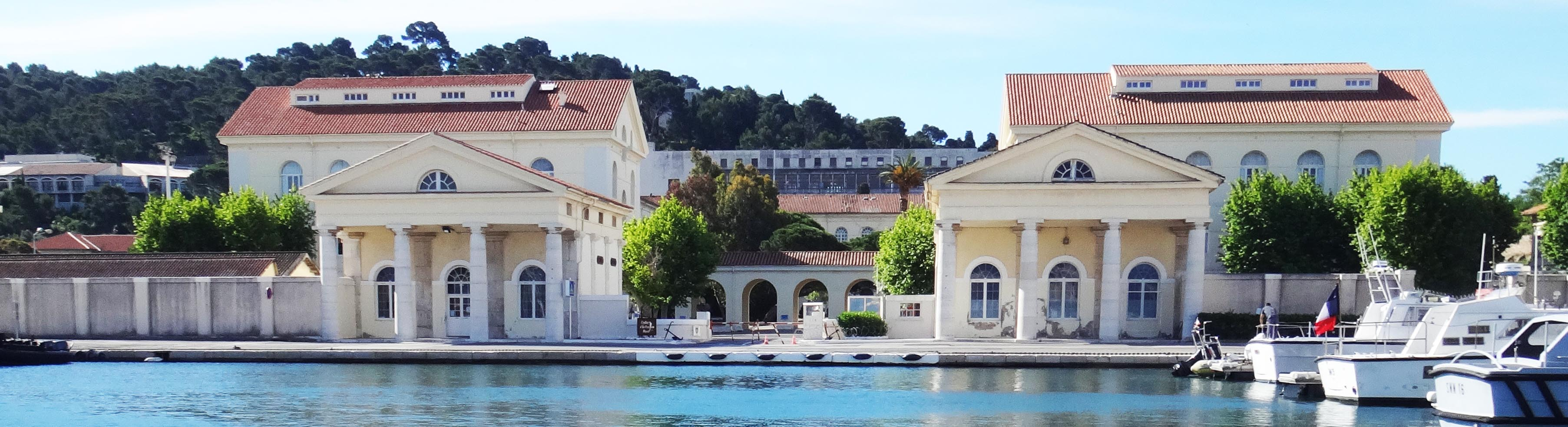
Le Pôle écoles Méditerranée de Saint-Mandrier, dont fait partie l'École de plongée de la Marine nationale française, où se déroule le challenge "Objectif Atlantide Jeunes" depuis 2000.

### Objectif Atlantide Méditerranée
Créé en 2003, le but du jeu est de trouver un trésor immergé sur la côte méditerranéenne française. Pour cela il faut découvrir des indices (petit carré en terre cuite rouge) disposés sur les grands sites de plongées en Méditerranée. Les sites choisis sont ceux des villes partenaires qui souhaitent devenir ville étape de la chasse au trésor.  Cette version concernait plus de 20 000 plongeurs par an...
Depuis 2012, le concept a changé. Les participants ont 11 mois pour dénicher et photographier 40 espèces végétales et animales sous marine. Cette nouvelle approche est possible depuis l'arrivée massive des appareils photos numériques. Une action tournée vers l'environnement sous-marin qui prend le nom de « Fun Explorers ». Cette nouvelle organisation devrait se développer dans les prochaines années.

### Le Rando Subaquatique  Tour
Créé en 2007 par Daniel Meouchy et en partenariat officiel avec la FFESSM depuis 2010, c'est une tournée des plages permettant de faire découvrir la randonnée subaquatique à un public néophyte.
C'est aussi un moyen de faire découvrir les fonds marins au grand public afin de les sensibiliser à sa fragilité car « On ne protège que ce que l'on connaît ».
Cette opération a reçu le haut patronage du ministère de l'écologie. Un projet de développement sur les pays du pourtour méditerranéen est à l'étude. 